# Neuvy-en-Champagne

Neuvy-en-Champagne este o comună în departamentul Sarthe, Franța. În 2009 avea o populație de 377 de locuitori.